# Philips Angel I

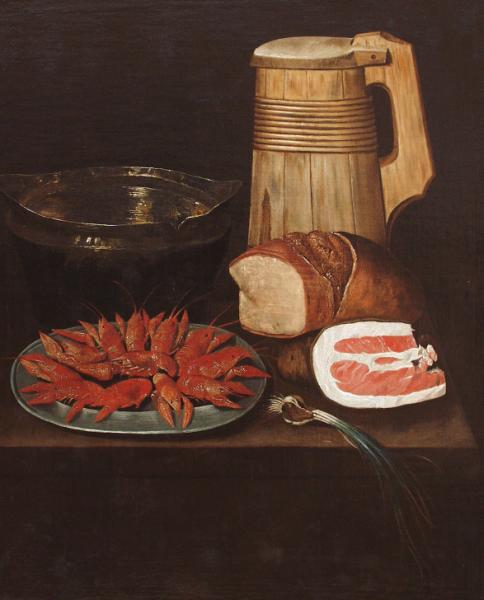
Natura morta con gamberi, Museo Bredius.

Philips Angel I (Middelburg, 14 settembre 1616 – Middelburg, 22 ottobre 1683) è stato un pittore olandese.

## Biografia
Philips Angel I lasciò la sua città natale, Middelburg, nel 1639 per affermarsi come pittore ad Haarlem. Entrò nella Haarlem Guild of St. Luke nel 1639 fino al 1643.
Tornò a Middelburg nel 1652 e vi rimase fino alla morte.
La vita e il lavoro di Philips Angel I sono spesso mescolati a quelli del  cugino, il pittore contemporaneo con lo stesso nome (noto come Philips Angel II o Philips Angel van Leiden), nato nel 1618 a Leida. Philips Angel II fu attivo come pittore a Leida dal 1637 al 1645, poi salpò per Batavia, nelle Indie orientali olandesi, dove morì dopo l'11 luglio 1664.